# Load
Load é o sexto álbum de estúdio da banda norte-americana Metallica, lançado em 4 de Junho de 1996. Com o Load, a banda recebeu fortes acusações de terem se vendido, por deixarem de lado o thrash metal e se adaptarem à um novo tipo de som.
Até à data, o álbum vendeu mais de cinco milhões de cópias na América e foi certificado com ouro no Reino Unido, vendendo mais de 100 mil cópias. E ficou ainda no topo da tabela musical, Billboard 200, quatro semanas consecutivas.

## Faixas
| N.º | Título                 | Compositor(es)           | Duração |  |
| 1.  | "Ain't My Bitch"       | Hetfield, Ulrich         | 5:04    |  |
| 2.  | "2 X 4"                | Hetfield, Ulrich, Hammet | 5:28    |  |
| 3.  | "The House Jack Built" | Hetfield, Ulrich, Hammet | 6:39    |  |
| 4.  | "Until It Sleeps"      | Hetfield, Ulrich         | 4:30    |  |
| 5.  | "King Nothing"         | Hetfield, Ulrich, Hammet | 5:28    |  |
| 6.  | "Hero of the Day"      | Hetfield, Ulrich, Hammet | 4:22    |  |
| 7.  | "Bleeding Me"          | Hetfield, Ulrich, Hammet | 8:18    |  |
| 8.  | "Cure"                 | Hetfield, Ulrich         | 4:54    |  |
| 9.  | "Poor Twisted Me"      | Hetfield, Ulrich         | 4:00    |  |
| 10. | "Wasting My Hate"      | Hetfield, Ulrich, Hammet | 3:57    |  |
| 11. | "Mama Said"            | Hetfield, Ulrich         | 5:19    |  |
| 12. | "Thorn Within"         | Hetfield, Ulrich, Hammet | 5:51    |  |
| 13. | "Ronnie"               | Hetfield, Ulrich         | 5:17    |  |
| 14. | "The Outlaw Torn"      | Hetfield, Ulrich         | 9:52    |  |

## Desempenho nas tabelas musicais
| Críticas profissionais | Críticas profissionais |
| Avaliações da crítica  | Avaliações da crítica  |
| Fonte                  | Avaliação              |
| ---------------------- | ---------------------- |
| AllMusic               | [ 5 ]                  |
| Robert Christgau       | C+                     |
| Drowned in Sound       | [ 7 ]                  |
| Entertainment Weekly   | B                      |
| Los Angeles Times      | [ 9 ]                  |
| NME                    | [ 10 ]                 |
| Q                      | [ 10 ]                 |
| Rolling Stone          | [ 11 ]                 |
| Sputnikmusic           | [ 12 ]                 |

### Álbum
| Ano  | Tabela musical                   | Melhor posição |
| ---- | -------------------------------- | -------------- |
| 1996 | Estados Unidos - Billboard 200   | 1              |
| 1996 | Reino Unido - UK Album Charts    | 1              |
| 1996 | Finlândia - Finnish Albums Chart | 1              |
| 1996 | Suécia - ARIA Albums Chart       | 43             |

### Singles
| Ano  | Título            | Tabela musical             | Melhor posição |
| ---- | ----------------- | -------------------------- | -------------- |
| 1996 | "Ain't My Bitch"  | Hot Mainstream Rock Tracks | 15             |
| 1996 | "Hero of the Day" | Hot Mainstream Rock Tracks | 1              |
| 1996 | "Hero of the Day" | UK Singles Chart           | 17             |
| 1996 | "Hero of the Day" | Billboard Hot 100          | 60             |
| 1996 | "Until It Sleeps" | Hot Mainstream Rock Tracks | 1              |
| 1996 | "Until It Sleeps" | Alternative Songs          | 27             |
| 1996 | "Until It Sleeps" | Billboard Hot 100          | 10             |
| 1996 | "Until It Sleeps" | UK Singles Chart           | 5              |
| 1996 | "Mama Said"       | ARIA Singles Chart         | 24             |
| 1997 | "Ain't My Bitch"  | Hot Mainstream Rock Tracks | 40             |
| 1997 | "Bleeding Me"     | Hot Mainstream Rock Tracks | 6              |
| 1997 | "Hero of the Day" | Canadian Singles Chart     | 17             |
| 1997 | "King Nothing"    | Canadian Singles Chart     | 14             |
| 1997 | "King Nothing"    | Hot Mainstream Rock Tracks | 6              |
| 1997 | "King Nothing"    | Billboard Hot 100          | 90             |

## Certificações
| País           | Certificação                           | Vendas     |
| -------------- | -------------------------------------- | ---------- |
| Alemanha       | Platina - Bundesverband Musikindustrie | 500.000+   |
| Estados Unidos | 5× Platina - RIAA                      | 5.049.000+ |
| Finlândia      | 3× Platina - IFPI Finlândia            | 64.384+    |
| Reino Unido    | Prata - BPI                            | 60.000+    |

## Integrantes
- James Hetfield - Guitarra & Vocal
- Lars Ulrich - Bateria
- Kirk Hammett - Guitarra
- Jason Newsted - Baixo

### Créditos
- Bob Rock, James Hetfield, Lars Ulrich – Produtores
- Brian Dobbs, Randy Staub – Engenheiros
- Brian Dobbs, Jason Goldstein, Kent Matcke – Assistentes de engenheiros
- Mike Rew, Randy Staub – Mixagem
- Matt Curry – Assistente de mixagem
- George Marino – Maestro
- Paul DeCarli – Edição digital
- Mike Gillies, Chris Vrenna – Assistente de edição digital
- Chris Vrenna – Programação
- Andie Airfix – Estilo estético
- Andres Serrano – Produção da capa
- Anton Corbijn – Fotografia